# O kohoutkovi a slepičce
O kohoutkovi a slepičce je vyprávění určené dětem. Pojednává o nenasytném kohoutkovi a starostlivé slepičce. Původně patří mezi lidové pohádky, příběh zachytilo či zpracovalo mnoho sběratelů jako Božena Němcová či Karel Jaromír Erben (na jehož motivy ji sepsala i Alena Peisertová), mimo české prostředí se objevuje například norská verze, kterou zpracoval Peter Christen Asbjørnsen.

## Česká zpracování
Ve zpracování Karla Jaromíra Erbena jde kohoutek se slepičkou do obory na oříšky. Kohoutek se se slepičkou dohodl, že když něco najdou, tak si to spravedlivě rozdělí na půl. První jadérko našla slepička a poctivě se s kohoutkem dle domluvy rozdělila. Další našel kohoutek, ale nechtěl se rozdělit, a tak jadérko spolknul sám, ale jadérko mu uvázlo v krku. Kohoutek poslal slepičku pro vodu, a jakmile to dořekl, převalil se nožičkama vzhůru. Hodná slepička běžela pro vodu ke studánce. Studánka, ale chtěla od slepičky za doušek vody šátek od švadleny, švadlena chtěla za šátek střevíčky od ševce, švec chtěl za střevíčky štětiny ze svině, svině chtěla za štětiny mláto od sladovníka, sladovník chtěl za mláto smetanu od krávy, kráva chtěla za smetanu čerstvou trávu z louky a louka chtěla vyprosit kapky rosy z nebe. Nebe se nad kohoutkem slitovalo a seslalo louce rosičku, louka dala travičku, kráva smetanu, sladovník mláto, svině štětiny, švec střevíce, švadlena šátek a studánka doušek vody. Slepička si nabrala do zobáčku doušek vody, dala jej do krku kohoutkovi a jadérko se kohoutkovi v krku sklouzlo a vyskočil na nožky, zatřepal křídly a vesele zakokrhal.
Děj od Boženy Němcové začíná tím, že slepička hledá vodu kohoutkovi a běží za studánkou, které povídá, že se jí kohoutek na kopečku dáví. Nýbrž studánka chce za krůpěj vody lísteček z lípy, lípa chce za lísteček šáteček, švadlena chce za šáteček hedvábí od královny Sáby, královna chce za hedvábí překrásné střevíce od ševce, švec chce za střevíce štětiny od svině, svině chce za štětiny vydrolené zrní od mlatců, mlatci chtějí za zrní smetanu od šafářky, šafářka chce za smetanu velkou plachtu trávy. Bohužel než to všechno slepička oběhala a přinesla zpět ubohému kohoutkovi vodu, nalezla ho již mrtvého.
Děj od Marie Majerové začíná hodným a poctivým kohoutkem, který se vždy se slepičkou o vše podělí. Ovšem v této verzi se kohoutek zadusil červenou jahůdkou, která je ve skutečnosti plodem jeřábu – jeřabinou. Poté se opět hodná slepička snažiila kohoutkovi pomoci a šla pro něj vyprosit trošek mléka od krávy, ta chtěla trávu, louka chtěla vodu, potůček byl ale zaházený kamínky a tak slepička odhrabala kamínky, dostala vodu, vodu dala louce, trávu krávě a od ní si nadojila šálek tučného mléka. Když se vrátila ke ztrápenému kohoutkovi, ten si dvakrát loknul a plně zdráv vesele zakokrhal. Tato verze je podle dobového zhodnocení Františka Tenčíka jazykově velmi zajímavá a odkazuje na krásu přírody a poukazuje na krásné lidské vztahy.

## Zahraniční zpracování
Tato pohádka byla zpracována i v Norsku, a to spisovatelem Peterem Christenem Asbjørnsenem, v jehož verzi kohoutek a slepička naleznou ječné zrno a chmelovou šišku a z toho si uvaří pivo. Nedočkavý a nenasytný kohoutek si chce loknout, ale spadne do kádě a utopí se. Slepička naříká a s ní i mlýnek, židle, dveře, koš na smetí, hrábě, osika, ptáčci, hospodář i hospodyně a ta nakonec ze žalu oplácá celou chalupu kaší. Jedná se zde o tradiční rituál oplakávání mrtvých, který ústí v pohřební hostinu. Tuto verzi pozměnila česká spisovatelka Dagmar Findová, u níž je kohoutek mrtvý jen zdánlivě a když hospodyně oplácá chalupu kaší, tak se kohoutkovi vykouří pivo z hlavy a je zdráv. Za trest, kdy všechny vylekal musí celý dům z kaše vyhrabat a všechnu ji sezobat, aby si to navždy pamatoval.

## Interpretace
Pohádka je postavena na aditivním principu (z latinského addere – přidávat), který je založen na postupném přidávání dějově příbuzných prvků a scén. Výsledkem je syžetová posloupnost, která má převážně výčtový charakter.